# Bahamy na Letnich Igrzyskach Olimpijskich 1976
Bahamy na Letnich Igrzyskach Olimpijskich 1976 reprezentowało 11 zawodników, 10 mężczyzn i 1 kobietę.

## Skład kadry

### Lekkoatletyka
Mężczyźni
- Mike Sands

bieg na 100 m – odpadł w 1 rundzie eliminacyjnej
bieg na 400 m – odpadł w 1 rundzie eliminacyjnej
- Clive Sands

bieg na 100 m – odpadł w 1 rundzie eliminacyjnej
bieg na 200 m – odpadł w 1 rundzie eliminacyjnej
- Leonard Jervis

bieg na 100 m – odpadł w 1 rundzie eliminacyjnej
- Walter Callander

bieg na 200 m – odpadł w 1 rundzie eliminacyjnej
- Danny Smith

bieg na 110 m przez płotki – odpadł w 1 rundzie eliminacyjnej
- Clive Sands, Leonard Jervis, Danny Smith, Walter Callander

sztafeta 4 x 100 m – 14. miejsce
- Fletcher Lewis

skok w dal – 21. miejsce
- Phil Robins

skok w dal – wszystkie próby spalone
Kobiety
- Shonel Ferguson

bieg na 100 m – odpadła w pierwszej rundzie eliminacyjnej
skok w dal – 28. miejsce

### Pływanie
Mężczyźni
- Andy Knowles

200 m stylem dowolnym – 38. miejsce
400 m stylem dowolnym – 42. miejsce
- Bruce Knowles

100 m stylem klasycznym – 28. miejsce

### Żeglarstwo
Mężczyźni
- Michael Russell

finn – 25. miejsce